# Marin grænse
Et steds marine grænse er en betegnelse for højeste havniveau efter den seneste istid. I den seneste istid var blandt andet hele Skandinavien dækket af is. Isdækkets størrelse havde sin største udbredelse for 23.000 år siden.
Isens vægt gjorde, at jordskorpen blev trykket ned (omtrent i et 1:3 forhold; for eksempel 100 m is trykkede landskabet 30 m ned, 200 m is trykkede landskabet 60 m ned, osv.). Isen i Skandinavien var tykkest over de centrale dele af Den Botniske Bugt i Sverige, hvor istykkelsen var ca. 3.000 m. Det vil sige, at landskabet var trykket ca. 1.000 m ned i forhold til i dag.
I den første tid efter isen smeltede hævede landskabet sig hurtigt, senere blev det i et mere afdæmpet tempo. Omkring Den Botniske Bugt, foregår landhævningerne fortsat så hurtigt, at det er mærkbart i løbet af et menneskeliv. 
Den marine grænse er det højeste niveau, som havet har haft på et sted efter det blev frit for is, og en hyppig forkortelse for denne er MG. Den marine grænse bestemmes ved højden af strandlinjen, ofte på baggrund af rester efter marine dyr. MG kan med høj nøjagtighed også bestemmes ved at analysere kerneprøver fra moser, idet hver millimeter af kernen repræsenterer aflejringer, der kan dateres ved hjælp af en kulstof-14-datering.
Grunden til, at havet stod højere ved afslutningen af istiden er, at hele den skandinaviske landplade blev presset ned af isens vægt. Efter isen smeltede, oversvømmede havet det nedtrykte land. Efter landet hævede sig igen, trak havet sig tilbage og landet blev tørt.